# Vápeník
Vápeník est un village de Slovaquie situé dans la région de Prešov.

## Histoire
Première mention écrite du village en 1600.

## Démographie

### Évolution de la population
| Année:               | 1994. | 2004.    | 2014.    | 2024.   |
| -------------------- | ----- | -------- | -------- | ------- |
| Nombre de personnes: | 62    | 47       | 41       | 37      |
| Différence:          |       | -24,19 % | -12,76 % | -9,75 % |

| Année:               | 2023. | 2024. |
| -------------------- | ----- | ----- |
| Nombre de personnes: | 37    | 37    |
| Différence:          |       | +0 %  |